# Linah Cheruiyot
Ne doit pas être confondu avec Lenah Cheruiyot.
Pour les articles homonymes, voir Cheruiyot.
Linah Cheruiyot est une athlète kényane.

## Carrière
Linah Cheruiyot remporte la médaille d'argent du 3 000 mètres et la médaille de bronze du 1 500 mètres aux Championnats d'Afrique d'athlétisme 1982 au Caire. 
Elle termine 11e du 3 000 mètres aux Jeux du Commonwealth de 1982 à Brisbane.